# Texas Ruby
Ruby Agnes Owens (4 de junio de 1908 - 29 de marzo de 1963), mejor conocida profesionalmente como Texas Ruby, fue una cantante y músico pionera en la música country estadounidense desde finales de los años treinta hasta principios de los sesenta. Su hermano era famoso como Tex Owens, el escritor de Cattle Call.

## Primeros años
Ruby nació en un rancho en el condado de Wise, Texas, cerca de Decatur, Estados Unidos. Cuando tenía tres años empezó a cantar, a menudo junto con sus dos hermanos. Su carrera comenzó cuando el dueño de una estación de radio en Kansas City la escuchó cantar en Fort Worth, Texas. A principios de 1937, hizo su debut grabando para Decca Records. Más tarde ese año, conoció a su compañero músico Curly Fox en Fort Worth. Se casaron en 1939. La pareja fue invitada a ser miembros de The Opry a finales de la década de 1930.

## Carrera
Ruby fue apodada "la vaquera original de la radio". La estrella de la voz ronca era una especie de cruce entre Sophie Tucker (con quien a menudo se la comparaba) y Dale Evans y con su esposo, el violinista Curly Fox fue una estrella de radio y apariciones personales enormemente popular en la década de 1940, aunque no logró ningún éxito. registros. Su canción más conocida, "Don't Let That Man Get You Down", precedió veinte años a los éxitos de Loretta Lynn en contra de su hombre. Esta personalidad atrevida fue adoptada en la mayoría de las grabaciones de Ruby, "Ain't You Sorry That You Lied" y "You've Been Cheating on Me", canciones quizás demasiado pioneras para haber sido éxitos en esa era tan conservadora de la música country. La mayor parte de las grabaciones de Texas Ruby fueron con las discográficas King Records y Columbia Records. Sus primeras sesiones fueron en Dallas para Decca Records en febrero de 1937.
Texas Ruby hizo su primer gran avance en la industria de la música trabajando con el líder de la banda country Zeke Clements, pero a mediados de los cuarenta, ella y su esposo Fox habían desarrollado su propio acto escénico y tenían una gran demanda, incluida una temporada como habituales en el Grand Ole Opry desde 1944 hasta 1948. Los Fox dejaron el Opry y, a finales de 1948, se trasladaron a Texas, donde eran la mayoría de las fechas de sus conciertos. La medida pareció alejar aún más el estrellato nacional del dúo, que a principios de la década de 1960 se mudó primero a Los Ángeles (apareciendo en la serie de televisión de música country Town Hall Party) y luego de regreso a Nashville en un intento por regresar al centro de atención. Fox, considerado uno de los mayores violinistas de la música country, trabajó en el Opry con más frecuencia como instrumentista de fondo que como estrella.
El 29 de marzo de 1963, mientras Fox aparecía en el Opry, se produjo un incendio en la casa de la pareja y Ruby murió. Fue un mes sombrío en la historia de Opry, ya que Ruby fue la quinta estrella de Grand Ole Opry en morir ese mes, después de Patsy Cline, Hawkshaw Hawkins, Cowboy Copas y Jack Anglin. Fox fue reinstalado como miembro oficial de Grand Ole Opry poco después, pero se retiró en 1970.

## Vida personal
Ruby era la hermana de Tex Owens, quien compuso el éxito de Eddy Arnold "The Cattle Call".

## Otras lecturas
- Charles K., Wolfe (2001). Classic Country: Legends of Country Music. Routledge. ISBN 978-0415928274.

- Datos: Q2407642
- Multimedia: Texas Ruby / Q2407642